# Саміт Росія — Африка (2023)
Другий саміт «Росія-Африка» відбувся на Експо-форумі в Санкт-Петербурзі 27-28 липня 2023 року після його перенесення. Спочатку проведення саміту було заплановане на жовтень 2022 року в штаб-квартирі Організації Африканської Єдності в Аддіс-Абебі, Ефіопія, але було перенесене в Росію.
У саміті взяли участь 49 делегацій, лише 17 глав держав Африки брали участь у саміті, причому 43 учасників раніше були присутні на першому саміті "Росія-Африка", що відбувся у 2019 в Сочі. 
У саміті взяв участь Євген Пригожин - воєнний злочинець та організатор ПВК «Вагнер» в одному зі своїх перших і останніх публічних виступів у Росії після початку невдалого заколоту ПВК "Вагнер". Найманці ПВК «Вагнер» підтримували та просували російські інтереси в кількох африканських країнах. На саміті Путін заявив, що Росія списала 23 мільярди доларів африканського боргу.

## Присутні
На саміт було запрошено глави усіх 54 африканських держав. Приїхали учасники з переважної більшості держав, представлені на різному рівні: свою участь на саміті підтвердили 45 делегацій, на саміт приїхали лише 17 глав африканських держав, що більш ніж удвічі менше, ніж на саміті у 2019 році.

Делегації, які взяли участь у саміті Росія–Африка 2023 року Голова Держави або Уряду
Міністри або посли

- Голова Держави або Уряду
- Міністри або посли

### Голови держав
- Путін

- Абдель Фаттах Ас-Сісі, Президент Єгипту[10]
- Макі Салл, Президент Сенегалу[11]
- Сиріл Рамафоса, Президент ПАР [12]
- Ісаяс Афеверкі, Президент Еритреї[13]
- Ібрагім Траоре, Тимчасовий президент Буркіна-Фасо[14]
- Еммерсон Мнангагва, Президент Зімбабве [15]
- Ассімі Гоїта, Тимчасовий президент Малі[16]
- Фостен-Аршанж Туадера, Президент Центральноафриканської Республіки[17]
- Йовері Мусевені, Президент Уганди[18]
- Еварист Ндаїшиміє, Президент Бурунді[19]
- Дені Сассу-Нгессо, Президент Республіки Конго[20]
- Мухамед аль-Менфі, Голова Президентської Ради Держави Лівія[21]
- Філіпе Н'юсі, Президент Мозамбіку[22]
- Поль Бія, Президент Камеруну[23]
- Умару Сісоку Ембало, Президент Гвінеї-Бісау[24]
- Азалі Ассумані, Президент Коморських Островів[25] - господар форуму
- Поль Кагаме, Президент Руанди

### Прем'єр-міністри
- Аймен Бенабдеррахман, Прем'єр-міністр Алжиру[26]
- Абій Ахмед Алі, Прем'єр-міністр Ефіопії[27]
- Кассім Маджаліва, Прем'єр-міністр Танзанії[28]
- Азіз Аханнуш, Прем'єр-міністр Марокко[29][30]
- Мухаммед ульд Білал, Прем'єр-міністр Мавританії[31]

### Інші представники
- Тете Антоніо, Міністр закордонних справ Анголи[32]
- Шегун Аджаді Бакарі, Міністр закордонних справ Беніну[33]
- Махамат Салех Аннадіф, Міністр закордонних справ Чаду[34]
- Жан-П'єр Бемба, Міністр оборони ДР Конго[35]
- Йоніс Алі Гуеді, Міністр енергетики та природних ресурсів Республіки Джибуті[36]
- Обуру Ондо, Міністр шахт і вуглеводнів Республіки Екваторіальна Гвінея[37]
- Мамаду Тангара, Міністр закордонних справ Республіки Гамбія[38]
- Альберт Кан-Дапаа, Міністр національної безпеки Гани[39]
- Моріссанда Куяте, Міністр закордонних справ Гвінейської Республіки[40]
- Геріманана Разафімахефа, Спікер сенату Мадагаскару[41]
- Самуель Кавале, Віце-прем'єр-міністр Малаві[42]
- Нанголо Мбумба, Віце-президент Намібії
- Кашим Шеттіма, Віце-президент Нігерії[43]
- Салах Ахмед Джама, Віце-прем'єр-міністр Сомалі[44]
- Вінсент Бірута, Міністр закордонних справ Руанди[45]
- Сильвестр Радегонде, Міністр закордонних справ і туризму Сейшельських островів[46]
- Табан Денг Гай, Третій віце-президент Південного Судану[47]
- Агар Малік, Заступник голови Перехідної ради суверенітету Судану[48]
- Набіл Аммар, Міністр закордонних справ Тунісу[49]
- Стенлі Какубо, Міністр закордонних справ Замбії[50]

### Організації та інші учасники
- Муса Факі Махамат, голова Комісії Африканського Союзу[51]
- Воркне Гебейєху Негево, Виконавчий секретар the Міжурядового органу з розвитку (IGAD)[51]
- Аміна Салмане, постійний представник Союзу Арабського Магрибу в Африканському Союзі[51]
- Ділма Русеф, Президент Банку Розвитку БРІКС[52]
- Бенедикт Орама, Президент Африканського експортно-імпортного банку (Афроексімбанк) [53]
- Гілберто да П'єдаде Веріссімо, Президент Економічного Співтовариства країн Центральної Африки[54]
- Карін Кнайсль, колишній федеральний міністр європейських і міжнародних справ Австрії[55]

### Зменшення рівня представництва
Деякі африканські країни надіслали на саміт менш представницькі делегації ніж у 2019, очолювані заступниками глав держав або міністрами, а саме: Ангола, Бенін, Габон, Гамбія, Гана, Гвінея, Джибуті, Замбія, Демократична Республіка Конго, Кот-д'Івуар, Мадагаскар, Малаві, Намібія, Нігерія, Сейшели, Сомалі, Судан, Південний Судан, Того, Туніс, Чад, Екваторіальна Гвінея, Есватіні

### Країни, які не брали участі
За даними кількох джерел, нігерська делегація не змогла приїхати через військовий державний переворот, що тривав у 2023.
Вільям Руто, президент Кенії, відмовився взяти участь у саміті та вирішив, що Кенію представлятиме Африканський Союз (АС), а речник сказав, що він хоче передати послання через АС «донести бажання країни на Саміт».
Сахарська Арабська Демократична Республіка (САДР), спірна держава, яка є членом Африканського Союзу, не брала участі через відсутність дипломатичних відносин з Росією.
Оглядачі також звертають увагу на ті африканські країни, які проігнорувати саміт — це Кенія, Ліберія, Лесото, Сьєрра-Леоне, Маврикій, Кабо-Верде, Нігер, Сан-Томе і Прінсіпі та Ботсвана.

## Російське вторгнення в Україну та Чорноморська зернова ініціатива
16 травня 2023 року президент ПАР Сиріл Рамафоса заявив, що лідери африканських країн виступили з новою ініціативою щодо миру в Україні. У червні 2023 року делегація з Африки, у тому числі представники ПАР, Єгипту, Сенегалу, Конго-Браззавіль, Коморських островів, Замбії та Уганди, відвідала Україну та Росію, щоб закликати до миру. 17 червня 2023 року Рамафоса та інші африканські лідери зустрілися з Путіним у Санкт-Петербурзі. Рамафоса закликав Путіна припинити російське вторгнення в Україну , але Путін відхилив мирний план делегації, заснований на прийнятті міжнародно визнаних кордонів України. За словами південноафриканського професора Вільяма Гумеде з Університету Вітватерсранд, Путін поставився до африканської мирної ініціативи "з презирством і неповагою". Гумеде сказав, що лідери африканських країн, які прибули з візитом, сприйняли те, що Київ під час їхнього візиту в Україну розбомбили, "як принизливе... а потім у Росії Путін навіть не потрудився вислухати делегацію, фактично перебиваючи їх, перш ніж вони навіть закінчили говорити, маючи на увазі, що немає сенсу обговорювати щось, оскільки війна триватиме".
Під час російсько-африканського саміту президент Республіки Конго Деніс Сассу Нгессо закликав Путіна припинити російське вторгнення в Україну та те що не можна недооцінювати африканський мирний план.
Президент ПАР Сиріл Рамафоса закликав до миру в Україні та висловив стурбованість продовольчою безпекою та зростанням цін на добрива. Також зазначив, що мирний план щодо України, запропонований країнами Африки, слід розглядати як додатковий варіант до ініціатив інших країн. На зустрічі він заявив, що поважає безоплатні поставки російського зерна до країн Африки, які цього потребують, але лідери приїхали на саміт не для цього: "І ми сюди прийшли не для того, щоб просити про якісь дари. <…> Ми, звичайно, розуміємо, що ви з щедрості вирішили безоплатно надати зерно деяким африканським країнам, які стикаються з певними труднощами, ми з великою повагою до цього ставимося, наголошуємо на цьому, проте це не наша основна мета тут. Це не головне наше завдання, щоб досягти якихось поставок такого характеру".
Не згадуючи спеціально про російське вторгнення в Україну чи будь-яку іншу війну, президент Уганди Йовері Мусевені сказав, що "єдиними виправданими війнами є справедливі війни, такі як антиколоніальні війни. Війни за гегемонію зазнають поразки та втрачають час і можливості. Діалог - це правильний шлях».
Президент Зімбабве Еммерсон Мнангагва підтримав російське вторгнення в Україну, сказавши, що вони з Путіним "обговорили необхідність процвітання через мир, а також те, як наші країни можуть співпрацювати для забезпечення продовольчої безпеки на всьому континенті", додавши, що "жертви санкцій повинні співпрацювати". 
Малійський воєначальник Ассімі Ґойта та президент Центральної Африки Фостен-Аршанж Туадера, чиї країни все більше покладаються на найманців Групи Вагнера, також висловили підтримку Росії, а Туадера заявив, що Росія "допомогла врятувати її демократію та запобігти громадянській війні", згідно з даними Reuters.
Президент Еритреї Ісаяс Афеверкі під час зустрічі з Путіним відкрито заперечив існування російсько-української війни.
Президент Єгипту Абдель Фаттах аль-Сісі та інші африканські лідери закликали Путіна відновити зернову угоду та дозволити Україні експортувати зерно чорноморським шляхом . 17 липня 2023 року Путін вийшов з угоди, яка дозволяла Україні експортувати зерно через Чорне море, незважаючи на воєнну блокаду , ризикуючи поглибити глобальну продовольчу кризу та спричинити антагонізм нейтральних країн Глобального Півдня .  Після виходу із зернової угоди Росія здійснила серію атак на українські портові міста Одесу та Миколаїв. Уряд Кенії назвав рішення Путіна заблокувати експорт зерна з України "ударом у спину" та заявив, що зростання світових цін на продукти харчування "непропорційно впливає на країни Африканського Рогу, які вже постраждали" від найсильнішої посухи за чотири десятиліття.
Путін запропонував відправити "безкоштовні поставки від 25 до 50 тисяч тонн зерна" до шести країн, щоб компенсувати вихід з попередньої зернової угоди. Серед країн, які мали безкоштовно отримати зерно, були союзники Росії: Буркіна-Фасо, Центральноафриканська Республіка, Еритрея, Малі, Зімбабве, а також охоплене війною Сомалі.

## Події саміту

### 26 липня
На саміті Путін провів кілька двосторонніх зустрічей, у тому числі з прем'єр-міністром Ефіопії Абій Ахмедом і президентом Єгипту Абделем Фаттахом ас-Сісі, обговорюючи торгівлю, ядерну енергетику та інші теми. Путін також поспілкувався з Ділмою Русефф, колишнім президентом Бразилії та головою Банку розвитку БРІКС.

### 27 липня
Під час пленарного засідання Путін виступив на тему «Технології та безпека в ім’я суверенного розвитку на благо людства». Засідання вела Абрамова Ірина, директор Інституту Африки РАН.
Перед пленарним засіданням Путін зустрівся з президентом Коморських островів Азалі Ассумані, який одночасно є головою Африканського союзу, і Муссою Факі Махаматом, головою комісії Африканського союзу. Пізніше він зустрівся з президентами Мозамбіку Філіпе Нюсі та Бурунді Еварісте Ндаїшіміє.
Після цих зустрічей Путін провів робочий сніданок з керівниками африканських регіональних організацій, включаючи Африканський Союз, Нове партнерство для розвитку Африки, Східноафриканське співтовариство, Союз Арабського Магрибу, Економічне співтовариство Східної та Південної Африки, Міжурядовий орган з питань розвитку, Економічне співтовариство держав Центральної Африки, Економічне співтовариство держав Західної Африки та Африканський експортно-імпортний банк.
Путін і президент Зімбабве Еммерсон Мнангагва провели двосторонню зустріч для обговорення російсько-зімбабвійських відносин, під час якої він запропонував Мнангагві вертоліт. Путін також зустрівся з президентом Уганди Йовері Мусевені.

### 28 липня
Цього дня було підписано багато угод з африканськими країнами-учасницями. Лідери Коморських Островів, Камеруну, Уганди, Лівії та Республіки Конго разом із головою Комісії Африканського Союзу Муссою Факі були серед представників, які виступали з наголосом на закликах до Путіна припинити російське вторгнення в Україну . Саміт завершився підсумковою декларацією, а також офіційним планом реалізації Форуму партнерства на 2023-2026 роки та низкою інших документів. 
Після завершення саміту відбулася двостороння зустріч Путіна з президентом Еритреї Ісаясом Афеверкі.
Після невдалого заколоту з’явилося підтвердження зустрічі лідера групи ПВК "Вагнер" Євгена Пригожина, із Фредді Мапукою, радником президента в Центральноафриканській Республіці та керівником камерунської версії проросійського ЗМІ Afrique Medi в готелі Trezzini Palace в Санкт-Петербурзі під час африкансько-російського саміту 2023 року. 

## Підсумки
Результатом саміту стало прийняття чотирьох декларацій, серед яких: 
- про співробітництво у сфері інформаційної безпеки
- про укріпленні взаємодії у сфері боротьби з тероризмом;
- про запобіганні гонки озброєнь в космосі.

Для реалізації рішень був розроблений план дій форуму партнерства Росія - Африка, а також підписані меморандуми про взаєморозуміння з Міждержавною організацією з розвитку та Економічним співтовариством держав Центральної Африки. Під час проведення саміту відбулося 59 панельних сесій за участю 457 спікерів з чотирьох основних гуманітарних напрямів, серед яких  «Економіка нового світу» та «Гуманітарна та соціальна сфера: разом з новим якістю життя». Підписано 161 угоду, більшу частину з яких у міжнародній сфері, а також у науці та освіті. 

## Оцінки
Низка оглядачів зазначила, що Кремль за допомогою саміту намагається домовитися із африканськими лідерами, які шукають економічної допомоги, і поширити вплив Росії в Африці. Науковий співробітник Фонду Карнеґі в Берліні Олександра Прокопенко заявила, що Росія не має чіткої стратегії щодо африканського континенту .
На думку Meduza, раніше, у більш благополучні для Росії часи, саміт замислювався як один із інструментів просування інтересів РФ в Африці. Кілька років тому Росія мала в Африці особисті та економічні зв'язки, не зіпсований вторгненням в Україну міжнародний образ, досвід у сферах безпеки, охорони здоров'я та освіти, але після початку повномасштабної війни економіка Росії скоротилася і залишилося мало ресурсів для Африки. Проте саміт є можливістю для Путіна висловити свої думки перед іноземцями.

## Дивись також
- 1-й саміт Росія-Африка (2019)
- 15-й саміт БРІКС